# Roulette
Roulette (Ruletka) – czarny charakter z komiksów DC

## Życiorys
Babcia Ruletki (również zwana jako Ruletka) w złotym wieku była przestępczynią, prowadzącą kasyno i walczącą z Mister Terrific i żyjącą razem ze swoim bratem Nedem. Obecna Ruletka wierzy, że Terry Sloane był jej dziadkiem, a obecnego Mr Terrifica uważa za jego niegodnego następcę. Kasyno ruletki (zwane The House) jest areną dla walk superludzi, do której zdobywa gladiatorów używając technologii teleportacji.
Zadebiutowała w JSA Secret Files #2 (Wrzesień 2001). Udało jej się pozyskać większość członków Justice Society i zmusić ich do walki. Mr Terrific i dr Mid-Nite zostali zmuszeni do gry w szachy, gdzie przegrany zostaje porażony prądem. Sand i Hawkman mieli odnaleźć zakażoną wirusem Hawkgirl. Black Adam starł się z Atom Smasherem.
Walka Black Adama z Atom Smasherem trwała tak długo, że lek kontrolujący ich umysły przestał działać. Sand w formie ziemi opóźnił rozprzestrzenianie się wirusa, dopóki dr Mid-Nite nie wynalazł lekarstwa. W grze w szachy osiągnęli remis. Ruletka teleportowała się zanim zdążyli ją dopaść.
Na ścianie poległych widniały nazwy wielu bohaterów universum DC: Impala, Maxi-Man, Ram, którzy polegli walcząc w The House.

### Wydarzenia po kryzysie
Ostatnio pojawiła się w JSA Classified # 19 (styczeń 2007). Dr Mid-Nite przeniknął do jej obecnej lokacji-klubu walki, w którym poszukiwał informacji na temat narządów. Zgodziła się dać mu informacje tylko wtedy, gdy pokona jej ochroniarza siłując się z nim na rękę. Uczynił to za pomocą swojej wiedzy nerwach i ich osłabieniu. Choć Ruletka czuła, że oszukiwał dała mu nazwę modelu, którym mógł chirurgicznie wszczepić skrzydła. Po wszystkim, kiedy dr Mid-Nite oszedł, zadzwoniła do właściciela kliniki chirurgicznej, którą później okazała się Delores Winters, i powiedziała jej o śledztwie bohatera o implantach i operacjach.
Ruletka pojawia się również w The Brave and the Bold #1 (2007), z rękawicami Firebuga, próbując zniszczyć legendarną książkę przeznaczenia, w końcu książkę kradnie inny czarny charakter. Okazuje się, że była na spotkaniu ze złodziejem książki, i że czytała książkę. Miało to poważny cios dla jej zdrowia psychicznego. Dowiedziała się zbyt wiele o przyszłości, aby wytrzymać natłok informacji.
Od tego czasu Ruletka się więcej nie pojawiła. Jednak jej klub walki został zastąpiony przez Dark Side Club, spełniał podobną funkcję: nadal głównym udziałem były płatne walki metaludzi przed publicznością. Nowy klub zbiera zwycięzców do stworzenia małych armii metaludzi, natomiast Ruletka nigdy nie wykazała już podobnych zainteresowaniach.

## Umiejętności
Ruletka nie ma żadnych nadludzkich zdolności, ale jest geniuszem przy obliczaniu kursów i wygranych gier. Ruletka dla ochrony posiada robota-psa, zaautomatyzowane urządzenia zabezpieczające, kilka śmiertelnych pułapek i przynajmniej jednego pracownika dysponującego niezwykłymi zdolnościami.

## Inne media

### Telewizja
- W Lidze Sprawiedliwych: Bez Granic, Ruletka (Virginia Madsen-głos nominowany do Oscara) zadebiutowała w sezonie trzecim w odcinku Kot i Kanarek, w którym Ruletka dodała Wildcata do walki z metaludźmi. Do walki dołączają Green Arrow i Black Canary. Ścierają się z takimi przeciwnikami jak:Sportsmaster, Bloodsport, Electrocutioner, Atomic Skull, Hellgrammite, Tracer, Evil Star i Amygdala. W sezonie piątym w odcinku Grudge Match Ruletka dzięki pomocy Lexa Luthora rozbudowała swój klub i za pomocą kontroli umysłów zmusiła do walki takie bohaterki jak: Vixen, Fire, Hawkgirl, Wonder Woman, and Black Canary. Dzięki Huntress jej walki zostały przerwane, a Ruletka została aresztowana.
- Ruletka pojawiła się również w piątym odcinku 9 sezonu Smallville. W jej postać wcieliła się Steph Song[1].